# Elgane
Elgane – wieś w Norwegii, w okręgu Rogaland, w gminie Hå, położona ok. 40 km na południe od miasta Stavanger oraz ok. 320 km na południowy zachód od stolicy Norwegii, Oslo.
W Elgane znajduje się jeden z ważniejszych w Norwegii ośrodków sportu żużlowego – Elgane Motorsykkelklubb (wielokrotny drużynowy mistrz Norwegii). Na miejscowym stadionie Elgane Motorstadion o długości 286 metrów wielokrotnie rozgrywano międzynarodowe żużlowe zawody o randze mistrzowskiej, m.in. Indywidualny Puchar Mistrzów (1991), finał indywidualnych mistrzostw świata juniorów (1994), jak również turnieje eliminacyjne indywidualnych mistrzostw świata: finał interkontynentalny (1995) oraz finały skandynawskie (1983, 1992).